# Euphorbia viguieri
Euphorbia viguieri es una especie de planta fanerógama de la familia de las euforbiáceas. Es originaria de Madagascar.

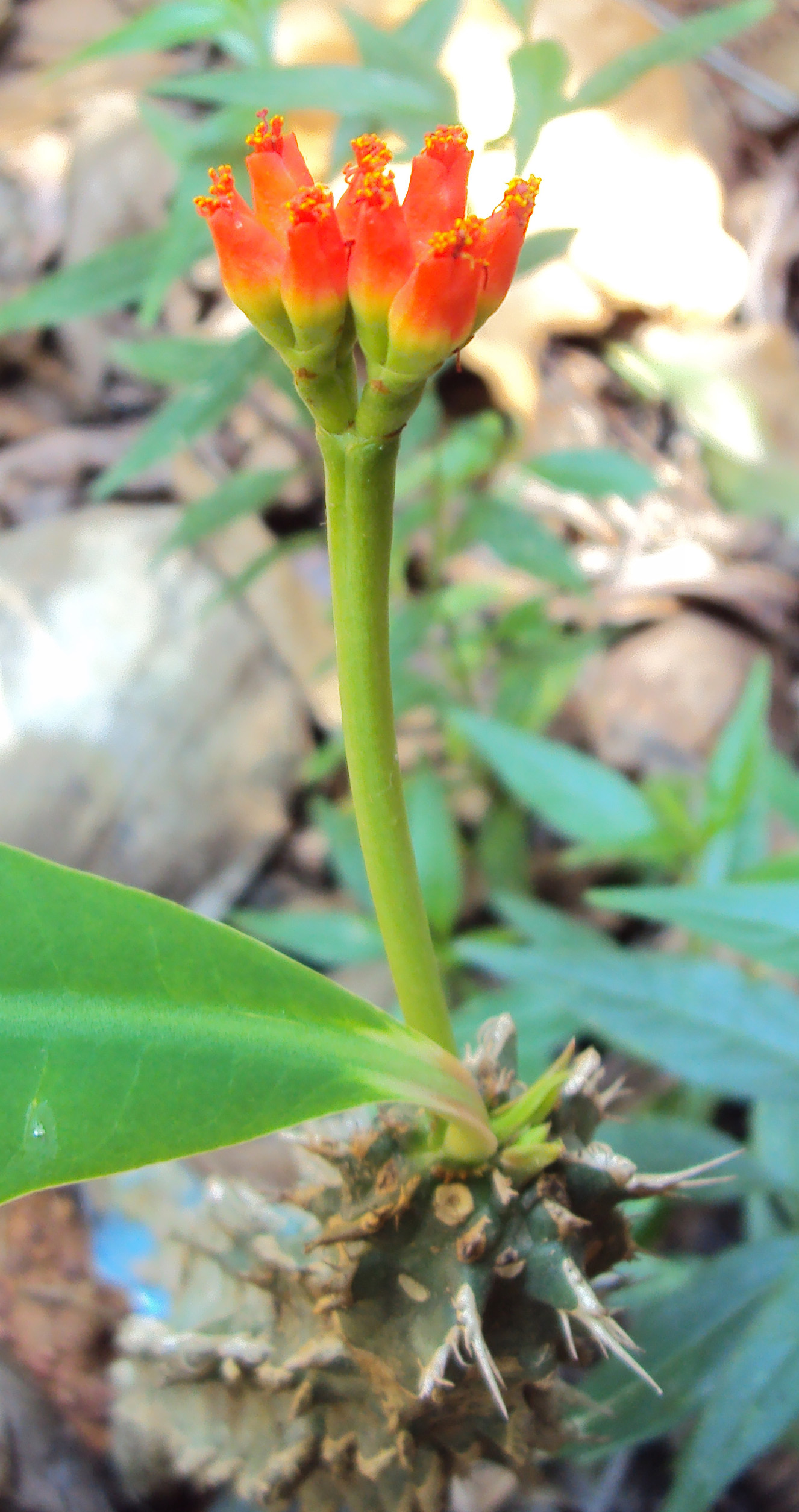
Flor

## Distribución
Se encuentra en Madagascar en las provincias de Antsiranana, Mahajanga  y Toliara.

## Taxonomía
Euphorbia viguieri fue descrita por Marcel Denis y publicado en Euphorb. Iles Austr. Afr. 73. 1921.
Etimología
Ver: Euphorbia
viguieri: epíteto otorgado en honor de Louis G. Alexandre Viguier (1790-1867), médico y botánico francés.
Variedades
- Euphorbia viguieri var. ankarafantsiensis Ursch & Leandri
- Euphorbia viguieri var. capuroniana Ursch & Leandri
- Euphorbia viguieri var. tsimbazazae Ursch & Leandri
- Euphorbia viguieri var. viguieri
- Euphorbia viguieri var. vilanandrensis Ursch & Leandri[5]